# Aszklépiosz-ünnep
Az Aszklépiosz-ünnepséget a gyógyulás istenének tiszteletére rendezték az antik Görögországban, feltehetően valamennyi olyan helyen, ahol szentélyt emeltek Aszklépiosznak. A leghíresebb fesztivált Epidauroszban tartották négyévente.

## Az epidauroszi fesztivál
Az epidauroszi szentélyt Aszklépiosznak és apjának, Apollónnak szentelték. Az ünnepséget négyévente, az olümpiasz negyedik évében rendezték, sportversenyek (mások mellett diszkoszvetés, gerelyhajítás, ökölvívás, pankráció, kocsiverseny) az időszámítás I. e. 6. század végétől voltak az ünnepségen. Később rapszódosz-versennyel (versmondás) egészítették ki a fizikai vetélkedést. Ennek bevezetéséről nem sokat tudni, Platón Ión című dialógusából viszont arra lehet következtetni, hogy az I. e. 5. század vége felé még újdonság lehetett. Az ünnepség első napján áldozatot mutattak be Aszklépiosznak és Apollónnak.